# Superammasso della Balena A
Il Superammasso della Balena A (SCl 034) è un superammasso di galassie situato nella costellazione dell Balena alla distanza di 385 milioni di parsec dalla Terra (circa 1,2 miliardi di anni luce).
Si stima una lunghezza di 72 milioni di parsec.
È formato dagli ammassi di galassie Abell 208, Abell 229, Abell 237, Abell 256, Abell 266, Abell 267, Abell 268, Abell 271, Abell 277, Abell 281, Abell 295 e Abell 303.